# ناتاليا غيرمان
ناتاليا غيرمان او جيرمان( ولدت في سنيجور ; من مواليد 20 مارس 1969) هي سياسية مولدوفية تشغل منصب المدير التنفيذي الادارة التنفيذية لمكافحة الإرهاب التابعة للأمم المتحدة منذ عام 2023. 
شغلت منصب وزيرة الخارجية والتكامل الأوروبي وعملت نائبة رئيس وزراء مولدوفا في الفترة الممتدة من مايو 2013 إلى يناير 2016. وعملت لاحقًا كممثلة خاصة للأمين العام للأمم المتحدة لآسيا الوسطى (UNRCCA) من عام 2017 إلى عام 2023. 
وهي ابنة مدينة كيشيناو ، وهي ابنة ميرسيا سنيجور اول رئيس لمولدوفيا ، ودرست في جامعة ولاية مولدوفا وأكملت دراساتها العليا في كينغز كوليدج لندن .ثم انضمت إلى السلك الدبلوماسي ، وعملت في عدة أماكن مختلفة قبل أن تصبح في نهاية المطاف سفيرة لدى النمسا وممثلة دائمة لدى منظمة الأمن والتعاون في أوروبا ، وسفيرة لدى السويد والنرويج وفنلندا من عام 2006 إلى عام 2009.
في عام 2009، أصبحت غيرمان نائبًة لوزير الخارجية والتكامل الأوروبي وكبيرة المفاوضين في اتفاقية الشراكة بين مولدوفا والاتحاد الأوروبي ، وعملت حتى عام 2013.و في نفس العام أصبحت وزيرة الخارجية والتكامل الأوروبي ونائبة رئيس وزراء المولدوفي ،من جويلية 2015 حتى شهر جانفي 2016. وقدمت استقالتها بعد استقالة شيريل غابوريتشي ، وعملت كرئيسة وزراء مولدوفا بالنيابة.
في فبراير 2016، تم ترشيحها لمنصب الأمين العام للأمم المتحدة في عملية اختيار خليفة بان كي مون لعام 2016 .

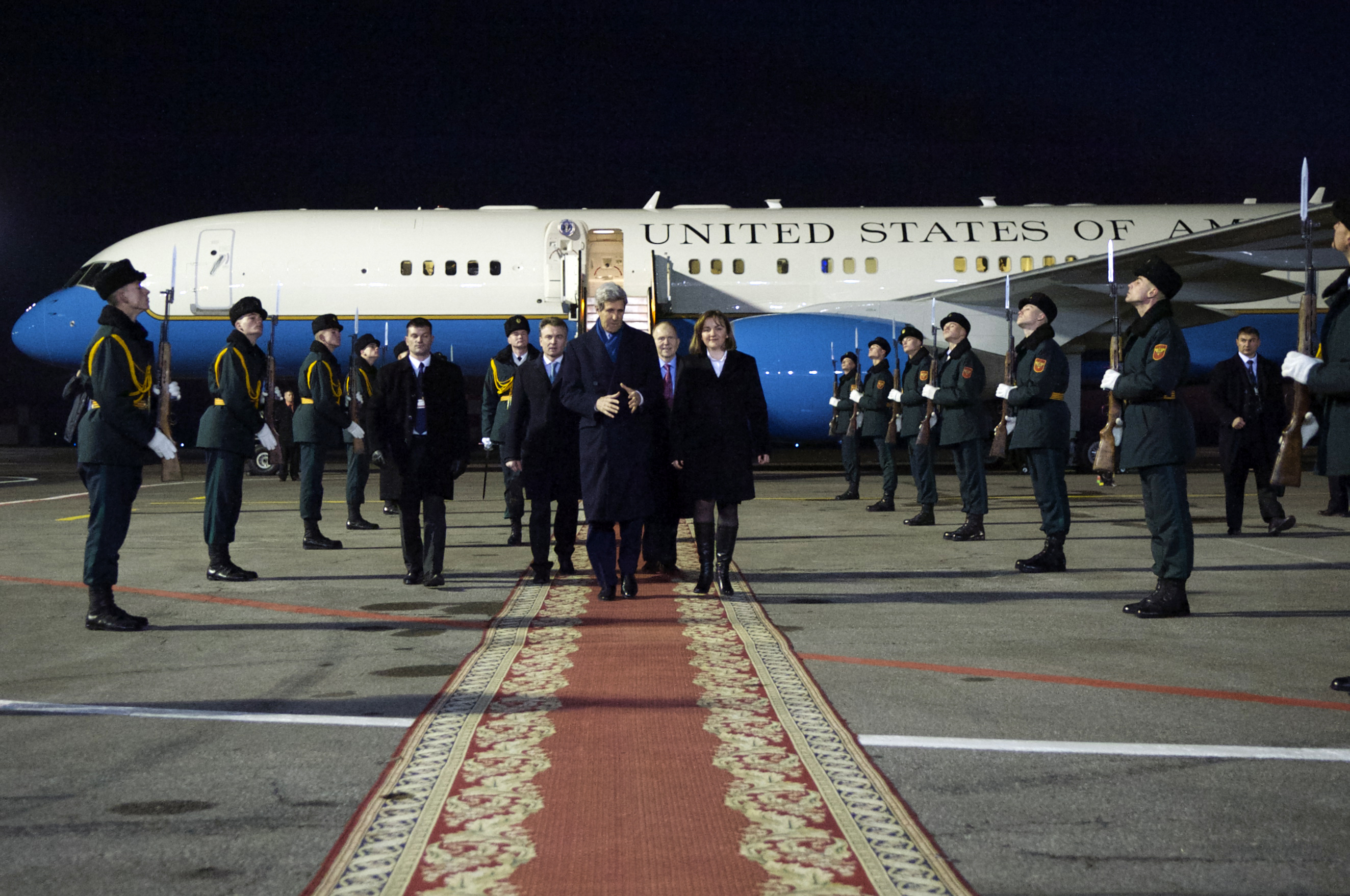
غيرمان ترافقجون كيري لدى وصوله إلى مولدوفا في عام 2013.

1. ↑  Secretary-General Appoints Natalia Gherman of Republic of Moldova Executive Director of Counter-Terrorism Executive Directorate الأمم المتحدة, press release of 2 December 2022. نسخة محفوظة 2023-10-26 على موقع واي باك مشين.
2. ↑  "Special Representative of the United Nations Secretary-General for Central Asia". 12 أكتوبر 2017. مؤرشف من الأصل في 2023-06-06.

## الجوائز
- وسام الجمهورية (2014) [1]
- وسام النجم القطبي من الدرجة الأولى (2010، السويد ) [2]
- وسام اليوبيل "25 عامًا من حياد تركمانستان" (2020، تركمانستان ) [3]